# Ivan Girëv
Ivan Aleksandrovič Girëv (in russo Иван Александрович Гирёв?; Gavrilov-Jam, 29 giugno 2000) è un nuotatore russo, specializzato nello stile libero.

## Biografia
Fece parte della spedizione russa al Festival olimpico della gioventù europea di Tbilisi 2015, dove vinse l'oro nella staffetta 4x100 metri stile libero, con i connazionali Evgenii Somov, Kliment Kolesnikov e Pavel Tatarenko.
A causa della squalifica per doping di Stato ha gareggiato per ROC all'Olimpiade di Tokyo 2020, vincendo la medaglia d'argento nella staffetta 4x200 metri stile libero. Nei 200 metri stile libero si è classificato ventiquattresimo. 
Nel 2025 sale sul gradino più alto del podio nella staffetta 4x100 metri misti al mondiali di Singapore.

## Palmarès

### Per la Russia
- Mondiali

Gwangju 2019: argento nella 4x200 m sl.
- Mondiali in vasca corta

Hangzhou 2018: argento nella 4x100 m sl; argento nella 4x200 m sl.
- Europei

Budapest 2020: oro nella 4x100 m sl; oro nella 4x200 m sl.
- Festival olimpico della gioventù europea

Tbilisi 2015: oro nella 4x100 m sl.

### Per la Federazione russa di nuoto
- Mondiali in vasca corta

Abu Dhabi 2021: argento nella 4x200 m sl.

### Per ROC
- Giochi olimpici

Tokyo 2020: argento nella staffetta 4x200 m sl.

### Atleta neutrale
- Mondiali

Singapore 2025: oro nella 4x100m misti, argento nella 4x100m sl mista.